# Ağrı (Azerbaigian)
Ağrı è un comune dell'Azerbaigian situato nel distretto di Ordubad.